# Zuckerfabrik Hirm
Die Zuckerfabrik Hirm in Hirm war eine Zuckerfabrik im heutigen Burgenland (Österreich), die von 1850 bis 1941 in Betrieb war.

## Geschichte
Der technische Leiter der Wr. Neustädter Zuckerraffinerie Reyer & Schlick Peter Daniel Rothermann (1804–1890, seit 1878 Ritter von Rothermann) gründete 1850 zusammen mit dem aus Bayern stammenden Maschinenmeister Conrad Patzenhofer und den Kollegen Ignatz Hartig und Ernst Bauer die Fabrik im damals ungarischen Hirm. Rothermanns späterer Schwiegersohn Patzenhofer gründete 1853 die Zuckerfabrik Siegendorf im nahen Siegendorf. Die Zuckerfabrik Hirm war in der Folge im Besitz der 1878 geadelten Familie Rothermann und blieb auch nach dem Übergang Hirms an Österreich in deren Besitz. 1890 übernahm Rudolf Ritter von Rothermann (1835–1903, ein Sohn des Firmengründers) die Firmenleitung und nach dessen Tod sein Bruder Daniel Christian (1843–1935). 
Mit dem Anschluss wurde auch die Hirmer Zuckerfabrik durch die Hauptvereinigung der Deutschen Zuckerwirtschaft in Berlin kontrolliert. Diese veranlasste 1941 die Schließung der Zuckerfabrik.
1944 wurde das Gelände der ehemaligen Zuckerfabrik, in der zu diesem Zeitpunkt Material für die Wiener Neustädter Flugzeugwerke lagerte, von amerikanischen Flugzeugen bombardiert. Während der Ort nach und nach seine Kriegsspuren verlor, blieb die Fabrik nach dem Krieg herrenlos und war dem Verfall preisgegeben. Ab den 1960er Jahren siedelten sich auf dem Areal der ehemaligen Zuckerfabrik neue Produktionsstätten an wie jene der Österreichischen Kuvertindustrie (ÖKI), damals noch Myrtle Mill, die Heinrich Sachs KG (SAX), die Koh-i-Noor Hardtmuth AG, heute Cretacolor und die Firma Erwin Mach Gummitechnik GesmbH (EM).